# Grimisuat
Grimisuat (frankoprovenzalisch [grimɛ'jwɑː, grʏmʏ'ʒwɑ], früher deutsch Grimseln) ist eine Munizipalgemeinde und eine Burgergemeinde im Bezirk Sitten im französischsprachigen Teil des Schweizer Kantons Wallis.
Die Gemeinde besteht aus den Ortschaften Grimisuat und Champlan.

## Sehenswürdigkeiten

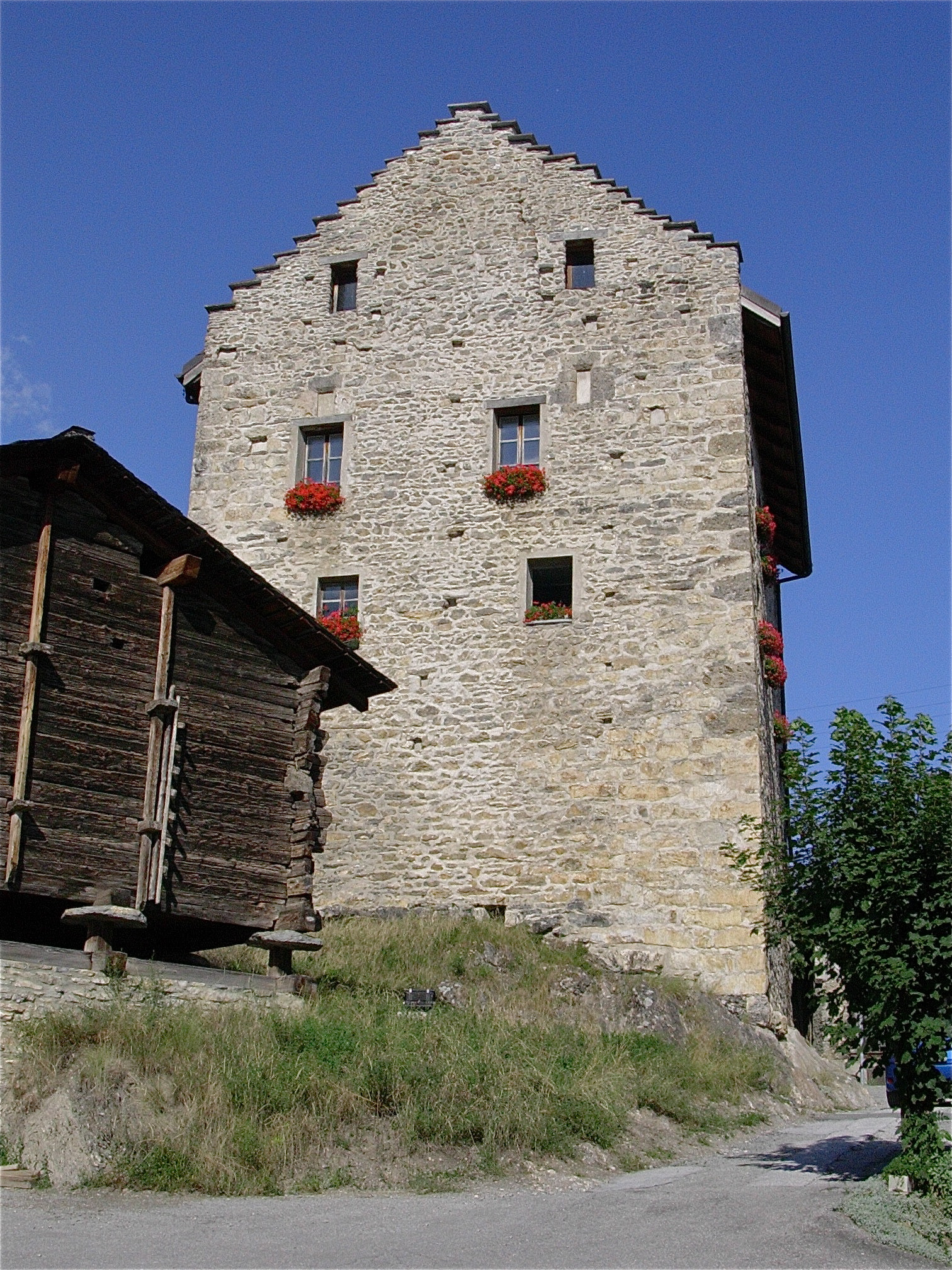
Château de Grimisuat

## Bevölkerung
| Jahr      | 1850 | 1900 | 1950 | 1980 | 2000 | 2010 | 2012 | 2014 | 2016 | 2018 | 2020 |
| Einwohner | 437  | 608  | 926  | 1691 | 2331 | 2838 | 2976 | 3146 | 3279 | 3445 | 3584 |

## Persönlichkeiten
- Gabriel Régis Balet (1930–1989), römisch-katholischer Ordensgeistlicher, Bischof von Moundou im Tschad